# Kokoloba
Kokoloba (lat. Coccoloba) je rod vazdazelenog grmlja i drveća iz porodice dvornikovki. Dio je potporodice Eriogonoideae i tipičan u tribusu Coccolobeae.
Rodu pripada 176 vrsta iz Južne Amerike i Kariba. U rodu se ističe Coccoloba gigantifolia, sa gigantskim listovima. To je drvo iz Rondonije opisano 2019. godine.
Neke vrste sau kritično ugrožene: C. cholutecensis,  C. lindaviana i  C. retirensis

## Vrste
1. Coccoloba acapulcensis Standl.
2. Coccoloba acrostichoides Cham.
3. Coccoloba acuminata Kunth
4. Coccoloba acuna R.A.Howard
5. Coccoloba alainii Acev.-Rodr.
6. Coccoloba albicans Ekman
7. Coccoloba alnifolia Casar.
8. Coccoloba arborescens (Vell.) R.A.Howard
9. Coccoloba argentinensis Speg.
10. Coccoloba armata C.Wright ex Griseb.
11. Coccoloba ascendens Duss
12. Coccoloba baracoensis O.C.Schmidt
13. Coccoloba barbadensis Jacq.
14. Coccoloba barkeri Ekman & O.C.Schmidt
15. Coccoloba belizensis Standl.
16. Coccoloba benitensis Britton
17. Coccoloba berazainiae I.Castañeda
18. Coccoloba brasiliensis Nees & Mart.
19. Coccoloba buchii O.C.Schmidt
20. Coccoloba bullata R.A.Howard
21. Coccoloba caesia Ekman ex O.C.Schmidt
22. Coccoloba caracasana Meisn.
23. Coccoloba ceibensis O.C.Schmidt
24. Coccoloba cereifera Schwacke
25. Coccoloba charitostachya Standl.
26. Coccoloba chiapensis Standl.
27. Coccoloba cholutecensis R.A.Howard
28. Coccoloba clementis R.A.Howard
29. Coccoloba colombiana R.A.Howard
30. Coccoloba conduplicata Maguire
31. Coccoloba cordata Cham.
32. Coccoloba coriacea A.Rich.
33. Coccoloba coronata Jacq.
34. Coccoloba costata C.Wright
35. Coccoloba cowellii Britton
36. Coccoloba cozumelensis Hemsl.
37. Coccoloba cristalensis (Alain) I.Castañeda
38. Coccoloba cruegeri Griseb.
39. Coccoloba cujabensis Wedd.
40. Coccoloba darienensis R.A.Howard
41. Coccoloba declinata (Vell.) Mart.
42. Coccoloba densifrons Mart. ex Meisn.
43. Coccoloba diversifolia Jacq.
44. Coccoloba duckei R.A.Howard
45. Coccoloba dussii Lindau
46. Coccoloba efigeniana J.J.Ortiz-Diaz & J.J.Ancona
47. Coccoloba escuintlensis Lundell
48. Coccoloba excelsa Benth.
49. Coccoloba fallax Lindau
50. Coccoloba fastigiata Meisn.
51. Coccoloba fawcettii O.C.Schmidt
52. Coccoloba filipes Standl.
53. Coccoloba flavescens Jacq.
54. Coccoloba floresii Ortiz-Díaz & Arnelas
55. Coccoloba floribunda (Benth.) Lindau
56. Coccoloba fuertesii Urb.
57. Coccoloba gardneri Meisn.
58. Coccoloba geniculata Lindau
59. Coccoloba gentryi R.A.Howard
60. Coccoloba gigantifolia E.Melo, C.A.Cid Ferreira & Gribel
61. Coccoloba glaziovii Lindau
62. Coccoloba goldmanii Standl.
63. Coccoloba gracilis Kunth
64. Coccoloba guanacastensis W.C.Burger
65. Coccoloba guaranitica Hassl.
66. Coccoloba gymnorrhachis Sandwith
67. Coccoloba hirtella Lundell
68. Coccoloba hondurensis Lundell
69. Coccoloba hotteana O.C.Schmidt
70. Coccoloba howardii Castañeda
71. Coccoloba humboldtii Meisn.
72. Coccoloba ibarrae J.J.Ancona & J.J.Ortiz-Diaz
73. Coccoloba incrassata Urb.
74. Coccoloba jimenezii Alain
75. Coccoloba johnstonii R.A.Howard
76. Coccoloba jurgenseni Lindau
77. Coccoloba krugii Lindau
78. Coccoloba laevis Casar.
79. Coccoloba lanceolata Lindau
80. Coccoloba lapathifolia Standl.
81. Coccoloba lasseri Lundell
82. Coccoloba latifolia Poir.
83. Coccoloba lehmannii Lindau ex Hieron.
84. Coccoloba leoganensis Jacq.
85. Coccoloba leonardii R.A.Howard
86. Coccoloba lepidota A.C.Sm.
87. Coccoloba liebmannii Lindau
88. Coccoloba lindaviana R.A.Howard
89. Coccoloba lindeniana (Benth.) Lindau
90. Coccoloba liportizii Gómez-Laur. & N.Zamora
91. Coccoloba llewelynii R.A.Howard
92. Coccoloba longifolia Fisch.
93. Coccoloba longipes S.Moore
94. Coccoloba lucidula Benth.
95. Coccoloba manzanillensis Beurl.
96. Coccoloba meissneriana (Britton) K.Schum.
97. Coccoloba microphylla Griseb.
98. Coccoloba microstachya Willd.
99. Coccoloba mollis Casar.
100. Coccoloba montana Standl.
101. Coccoloba mosenii Lindau
102. Coccoloba munizii Borhidi
103. Coccoloba nervosa Alain
104. Coccoloba nicaraguensis Standl. & L.O.Williams
105. Coccoloba nigrescens Lindau
106. Coccoloba nipensis Urb.
107. Coccoloba nitida Kunth
108. Coccoloba nodosa Lindau
109. Coccoloba northropiae Britton
110. Coccoloba nutans Kunth
111. Coccoloba obovata Kunth
112. Coccoloba obtusifolia Jacq.
113. Coccoloba ochreolata Wedd.
114. Coccoloba oligantha Alain
115. Coccoloba orinocana R.A.Howard
116. Coccoloba ortizii R.A.Howard
117. Coccoloba ovata Benth.
118. Coccoloba padiformis Meisn.
119. Coccoloba pallida C.Wright ex Griseb.
120. Coccoloba paraensis Meisn.
121. Coccoloba paraguariensis Lindau
122. Coccoloba parimensis Benth.
123. Coccoloba pauciflora Urb.
124. Coccoloba peltata Schott
125. Coccoloba persicaria Wedd.
126. Coccoloba peruviana Lindau
127. Coccoloba picardae Urb.
128. Coccoloba plumieri Griseb.
129. Coccoloba porphyrostachys Gómez-Laur.
130. Coccoloba portuguesana R.A.Howard
131. Coccoloba praecox C.Wright ex Lindau
132. Coccoloba proctorii R.A.Howard
133. Coccoloba pubescens L.
134. Coccoloba pyrifolia Desf.
135. Coccoloba ramosisissima Wedd.
136. Coccoloba reflexa Lindau
137. Coccoloba reflexiflora Standl.
138. Coccoloba retirensis R.A.Howard
139. Coccoloba retusa Griseb.
140. Coccoloba rigida Willd. ex Meissn.
141. Coccoloba rosea Meisn.
142. Coccoloba rufescens C.Wright ex Sauvalle
143. Coccoloba rugosa Desf.
144. Coccoloba ruiziana Lindau
145. Coccoloba salicifolia Wedd.
146. Coccoloba samanensis O.C.Schmidt
147. Coccoloba savannarum Standl.
148. Coccoloba scandens Casar.
149. Coccoloba schomburgkii Meisn.
150. Coccoloba schwackeana Lindau
151. Coccoloba shaferi Britton
152. Coccoloba sintenisii Urb. ex Lindau
153. Coccoloba spicata Lundell
154. Coccoloba spinescens Morong
155. Coccoloba spruceana Lindau
156. Coccoloba steinbachii R.A.Howard
157. Coccoloba striata Benth.
158. Coccoloba subcordata Lindau
159. Coccoloba swartzii Meisn.
160. Coccoloba taylorii Urb.
161. Coccoloba tenuiflora Lindau
162. Coccoloba tenuifolia L.
163. Coccoloba tiliacea Lindau
164. Coccoloba toaensis Alain
165. Coccoloba troyana Urb.
166. Coccoloba tuerckheimii Donn.Sm.
167. Coccoloba tunii Ortiz-Díaz & Arnelas
168. Coccoloba uvifera (L.) L.
169. Coccoloba venosa L.
170. Coccoloba warmingii Meisn.
171. Coccoloba wrightii Lindau
172. Coccoloba wurdackii R.A.Howard
173. Coccoloba yaracuyensis R.A.Howard
174. Coccoloba yaterensis I.Castañeda
175. Coccoloba zebra Griseb.
176. Coccoloba zuliana R.A.Howard
177. Coccoloba ×boxii (Sandwith) R.A.Howard
178. Coccoloba ×caravellae Sastre & Fiard
179. Coccoloba ×hybrida I.Castañeda
180. Coccoloba ×jamaicensis (Lindau) R.A.Howard
181. Coccoloba ×lundellii (Standl.) R.A.Howard